# Spasm Geyser
Ne doit pas être confondu avec Spasmodic Geyser.
Spasm Geyser est un geyser situé dans le Lower Geyser Basin dans le parc national de Yellowstone aux États-Unis. 
Spasm fait partie du groupe Fountain. Il est situé à côté de la passerelle qui se trouve après le groupe Fountain,.
Il est connecté à Fountain Geyser et cesse d'entrer en éruption pendant celles de Fountain.